# Lijst van internationale conferenties over Afghanistan
Na de verdrijving van de Taliban in 2001 werden herhaaldelijk op diverse plaatsen internationale conferenties over de toekomst van Afghanistan gehouden.
De belangrijkste daarvan waren:
- Internationale Afghanistan-conferentie te Bonn in 2001
- Internationale Afghanistan-conferentie te Berlijn in 2004
- Internationale Afghanistan-conferentie te Londen in 2006
- International Conference on the Rule of Law in Afghanistan te Rome in 2007
- Internationale Afghanistan-conferentie te Parijs in 2008
- Internationale Afghanistan-conferentie te Moskou op 27 maart 2009
- Internationale Afghanistan-conferentie te Den Haag op 31 maart 2009
- Internationale Afghanistan-conferentie te Londen op 28 januari 2010
- Internationale Afghanistan-conferentie te Bonn op 5 december 2011